# Guhagar
Guhagar è una suddivisione dell'India, classificata come census town, di 3.205 abitanti, situata nel distretto di Ratnagiri, nello stato federato del Maharashtra. In base al numero di abitanti la città rientra nella classe VI (meno di 5.000 persone).

## Geografia fisica
La città è situata a 17° 28' 0 N e 73° 12' 0 E e ha un'altitudine di 100 m s.l.m..

## Società

### Evoluzione demografica
Al censimento del 2001 la popolazione di Guhagar assommava a 3.205 persone, delle quali 1.651 maschi e 1.554 femmine. I bambini di età inferiore o uguale ai sei anni assommavano a 310, dei quali 156 maschi e 154 femmine. Infine, coloro che erano in grado di saper almeno leggere e scrivere erano 2.632, dei quali 1.415 maschi e 1.217 femmine.